# Gonzalo Francisco Pérez
Gonzalo Pérez (Buenos Aires, 16 de febrero de 1994) es un entrenador de baloncesto argentino y actualmente dirige al Club Atlético Boca Juniors en la Liga Nacional de Básquet.
Con solo 30 años al momento de su primer título, se convirtió en uno de los entrenadores debutantes que logró ganar el certamen—el séptimo en toda la historia de la Liga Nacional en alcanzar una final y el cuarto en consagrarse campeón en su temporada de debut.

## Trayectoria

### Inicios
Llegó al Club Atlético Boca Juniors como jugador de "Premini". Luego de unos años, decidió dejar la práctica y entendió que lo que lo apasionaba era ser entrenador. Así fue escalando lugares, empezó como monitor, luego fue asistente en categorías formativas, entrenador en formativas, asistente de la primera y entrenador de la primera local. 
Cuando Boca se consagraba campeón de la Liga Nacional de Básquet 2006-07, Pérez era uno de los chicos que secaba la cancha.

### Asistente técnico
A comienzos de 2018 se encontraba dirigiendo en las categorías inferiores femeninas del Deportivo Berazategui y, a la vez, formaba parte del equipo técnico comandado por Juan Ferreira Martínez en el primer equipo que disputaba la Liga Femenina de Básquet, de la cual resultaron campeones el 9 de agosto del mismo año.
Luego, fue convocado por Martín Villagrán como ayudante en Gimnasia de Comodoro Rivadavia para la Liga Nacional de Básquet 2018-19 y allí estuvo dos temporadas (aunque la segunda se suspendió por la pandemia del Covid).
Para la temporada 2020/21 Gonzalo García lo convocó en Boca como segundo ayudante y ya se quedó fijo en el cuerpo técnico de primera.
Luego de la renuncia de Gonzalo García por malos resultados, Carlos Duro —hasta entonces su asistente principal— asumió como director técnico interino y posteriormente fue confirmado como entrenador oficial, pasando Pérez a ocupar el cargo de primer asistente. 

### Entrenador
Tras ser finalista en la Liga Nacional de Básquet 2022-23, Duro renunció también por malos resultados, lo que llevó a Pérez a asumir como entrenador interino a pocos partidos de finalizar la etapa regular de la temporada 2023-24. Desde ese momento, logró revertir el rendimiento del equipo: registró 7 victorias y 2 derrotas en la fase regular, ubicando a Boca en el cuarto puesto y asegurando el pase directo a los cuartos de final. En los playoffs, sumó 10 triunfos y 5 derrotas, incluyendo victorias sobre San Lorenzo, Quimsa e Instituto, hasta consagrarse campeón de la Liga Nacional de Básquet 2023-24 —el cuarto título de Boca en la era profesional y el primero en 17 años— en su temporada como entrenador debutante, eliminando a los últimos tres campeones del certamen.
En su primera temporada completa al frente del equipo (2024-25), Pérez condujo a Boca Juniors a una campaña histórica, logrando múltiples títulos y finales. El 17 de enero de 2025 obtuvo la Supercopa de La Liga, tras vencer a Quimsa por 90-75 en el Estadio Templo del Rock. En marzo de 2025 sumó la Copa Súper 20, al imponerse sobre Instituto por 71-65 en Rosario, conquistando así el primer trofeo del club en dicha competencia.
En el plano internacional, dirigió al equipo en la Liga de Campeones de Baloncesto de las Américas 2024-25, alcanzando la final por primera vez en la historia del club, instancia en la que Boca cayó ante Flamengo en el Maracanãzinho, consagrándose subcampeón continental.
En la Liga Nacional de Básquet 2024-25, Boca terminó en la primera ubicación de la etapa clasificatoria, dominando desde el inicio del torneo. En playoffs eliminó a Ferro (3-2), Quimsa (3-0) y se impuso en la final a Instituto (4-3), conquistando el bicampeonato y sumando el quinto título en la historia del club. Con este logro, Pérez se convirtió en el primer entrenador de Boca en obtener dos campeonatos consecutivos en la era profesional.

## Palmarés

#### Asistente técnico
| Título                      | Club                  | País      | Temporada |
| --------------------------- | --------------------- | --------- | --------- |
| Liga Femenina de Básquetbol | Deportivo Berazategui | Argentina | 2018      |

#### Técnico
| Título                   | Club         | País      | Temporada |
| ------------------------ | ------------ | --------- | --------- |
| Liga Nacional de Básquet | Boca Juniors | Argentina | 2023-24   |
| Supercopa de La Liga     | Boca Juniors | Argentina | 2024      |
| Copa Súper 20            | Boca Juniors | Argentina | 2025      |
| Liga Nacional de Básquet | Boca Juniors | Argentina | 2024-25   |